# Asclepias viridula
Asclepias viridula là một loài thực vật có hoa trong họ La bố ma. Loài này được Chapm. mô tả khoa học đầu tiên năm 1860.